# 农业生产合作社

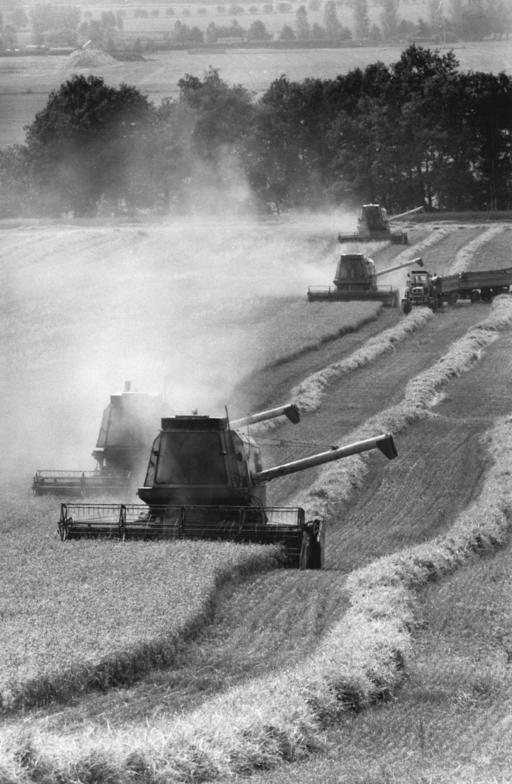
1986年农业生产合作社收割小麦

农业生产合作社（德語：Landwirtschaftliche Produktionsgenossenschaft, LPG）是东德的集体化农业生产单位，与苏联集体农庄相对应。
除农业生产合作社外，东德另有名为“人民财产”的国营集体农庄。

## 历史
1945－1948年苏联占领时期东德私有农业用地被大量国有化，这是出于粮食安全的政策，以消灭农民资产阶级。首先，强制征用了所有超过100公顷的私有土地，并将其按约5－7公顷的小块土地分给来自德国前东部领土的无地难民，他们被称为“新农民”，必须保证在土地上耕作才能保证有限的所有权。1950年代早期，剩余的拥有较大土地的农民（60－80公顷）被有效地迫使其放弃私有土地，方式是拒绝提供机械化收割设备以及根据其土地面积设定不可能完成的生产指标。